# Exallias brevis
Exallias brevis es una especie de pez de la familia Blenniidae en el orden de los Perciformes.

## Morfología
• Los machos pueden llegar alcanzar los 14,5 cm de longitud total.

## Reproducción
Es ovíparo.

## Hábitat
Es un pez de mar y de clima tropical y asociado a los  arrecifes de coral que vive entre 3-20 m de profundidad.

## Distribución geográfica
Se encuentra desde el Mar Rojo hasta Sudáfrica, las Hawái, las Islas Marquesas, las Islas de la Sociedad, las Islas Ryukyu  y Nueva Caledonia.